# Love In Plane Sight
Love In Plane Sight je slovenski nemi kratki film iz leta 2022. Režiral ga je Matej Rimanić, posnel pa Nik Kranjec. Igrata Matej Rimanić kot fant in Eva Mlakar kot dekle. Film je bil narejen za prvo izdajo tekmovanja "TikTok Short Film", ki je bilo organizirano v sodelovanju s filmskim festivalom v Cannesu 2022. Kratki film je prejel nagrado Grand Prix za najboljši film.

## Zgodba
Fant zagleda sosednjo punco in se takoj zaljubi. Na zmenek jo povabi s papirnatim letalom, a ga punca zavrne, zato uporabi svoj šarm, da dobi drugo priložnost.

## Tekmovanje TikTok Short Film
Leta 2022 je TikTok organiziral natečaj za kratke filme, v katerem je vse svoje uporabnike povabil k ustvarjanju od 30 sekund do 3 minut dolgega kratkega filma. Prijavljenih je bilo 70.000 kratkih filmov iz 44 različnih držav, ki so skupaj zbrali 4,5 milijarde ogledov. TikTok je poleg glavne nagrade Grand Prix za najboljši film podelil tudi nagrado za najboljšo montažo in najboljši scenarij.

## Ekipa in nastopajoči
- Režiser Matej Rimanić
- Scenarij Matej Rimanić
- Igralca Matej Rimanić, Eva Mlakar
- Direktor fotografije Nik Kranjec
- Montažerja Nik Kranjec, Matej Rimanić
- Izvršni producent Luka Jurinčič
- Oblikovanje zvoka Alen Fekonja